# Stadion im. Fadila Vokrriego
Stadion im. Fadila Vokrriego (alb. Stadiumi Fadil Vokrri, serb. Cтадион Фадиљ Вокри, Stadion Fadilj Vokri) – wielofunkcyjny stadion sportowy w stolicy Kosowa, Prisztinie. Głównie wykorzystywany jest do gry w piłkę nożną. Swoje mecze rozgrywa na nim FC Prishtina. Pojemność obiektu wynosi 13429 miejsc.